# Geological Survey of India
Der Geological Survey of India (GSI) ist der staatliche geologische Dienst von Indien. Das Hauptquartier ist in Kolkata und es gibt regionale Untergruppen für den Norden (Lucknow), Süden (Hyderabad, Chennai, Bengaluru, Thiruvananthapuram), Westen (Jaipur), Osten (Bhu-bijnan Bhavan),  Zentralindien (Nagpur) und den Nordosten (Shillong). Der GSI ist dem Ministerium für Bergbau zugeordnet.

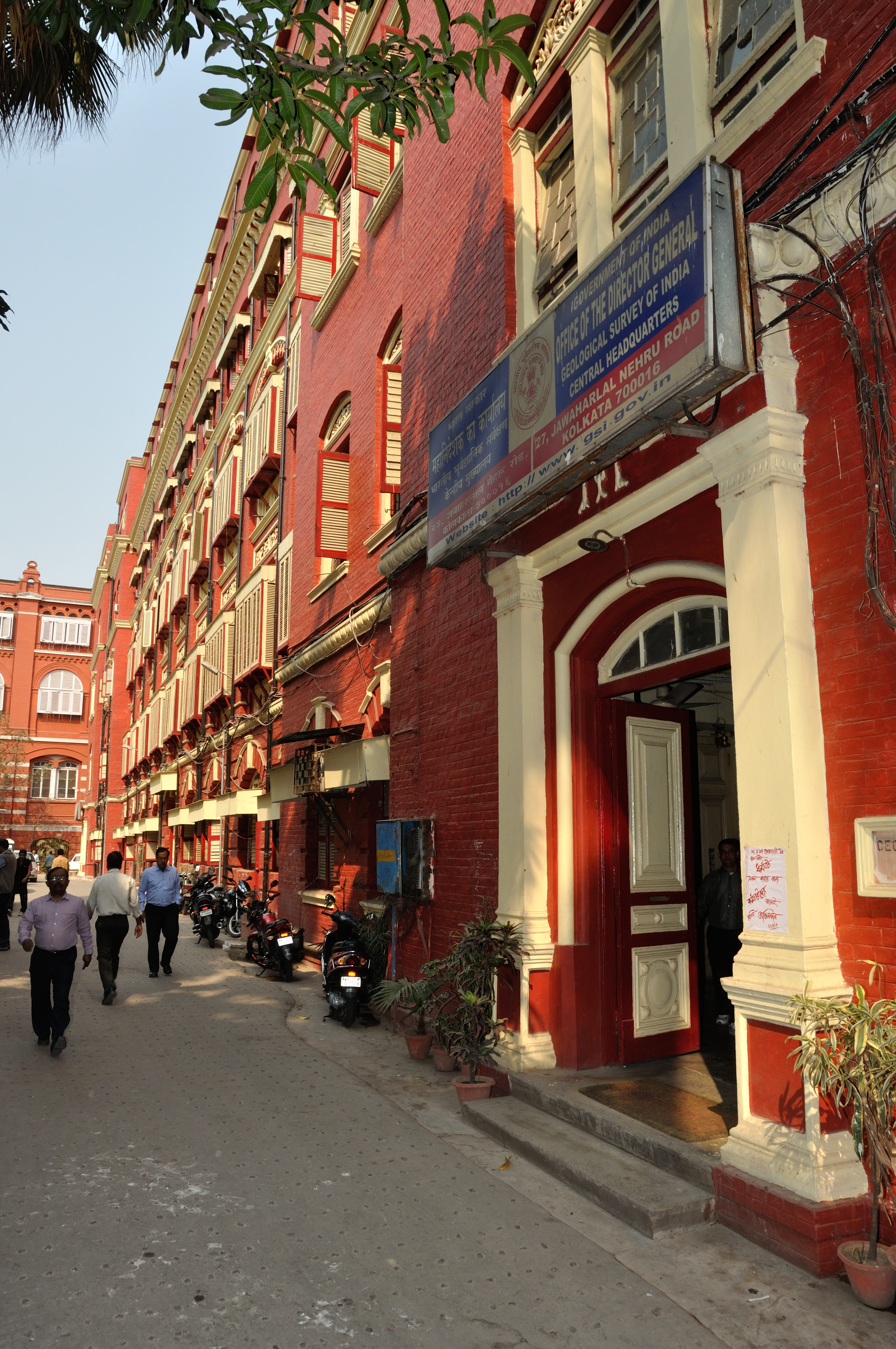
Hauptquartier des GSI in Kolkata

Er wurde unter britischer Herrschaft 1851 gegründet. Ziel war zunächst die Erkundung von Bodenschätzen (besonders Kohle für die Dampfschiffe) und die geologische Kartierung, auf der der erste Direktor Thomas Oldham bestand, mit dem Argument, dass dies die Voraussetzung für die effektive Suche nach Bodenschätzen wäre.
Bekannte Mitarbeiter waren Richard Dixon Oldham, Thomas Henry Holland, Richard Lydekker, Wilhelm Heinrich Waagen, Karl Ludolf Griesbach, Ferdinand Stoliczka, Fritz Noetling, Arun Sonakia, William Theobald, Lewis Leigh Fermor, Valentine Ball, William Thomas Blanford, Henry Benedict Medlicott, Thomas Leonard Walker, Cyril S. Fox (1886–1951, zeitweise Direktor des GSI), Alexander Heron, Guy Ellcock Pilgrim, Darashaw Nosherwan Wadia und M. S. Krishnan (erster indischer Direktor).
Sie geben das Indian Journal of Geoscience heraus und verschiedene Schriftenreihen. Ab 1856 erschienen die Memoirs des GSI, ab 1868 die Records und ab 1861 Palaeontographica Indica.
Sie waren an der Ausrichtung des 22. Internationaler Geologenkongresses 1964 in Delhi beteiligt (dem ersten in Asien) und richteten das 4. Internationale Gondwana Symposium in Kalkutta 1977 und das 9. Symposium 1994 in Hyderabad aus, die International Himalayan Geology Conference in Delhi 1976 und den 4. South Asia Geological Congress (GEOSAS-IV) in New Delhi 2002.

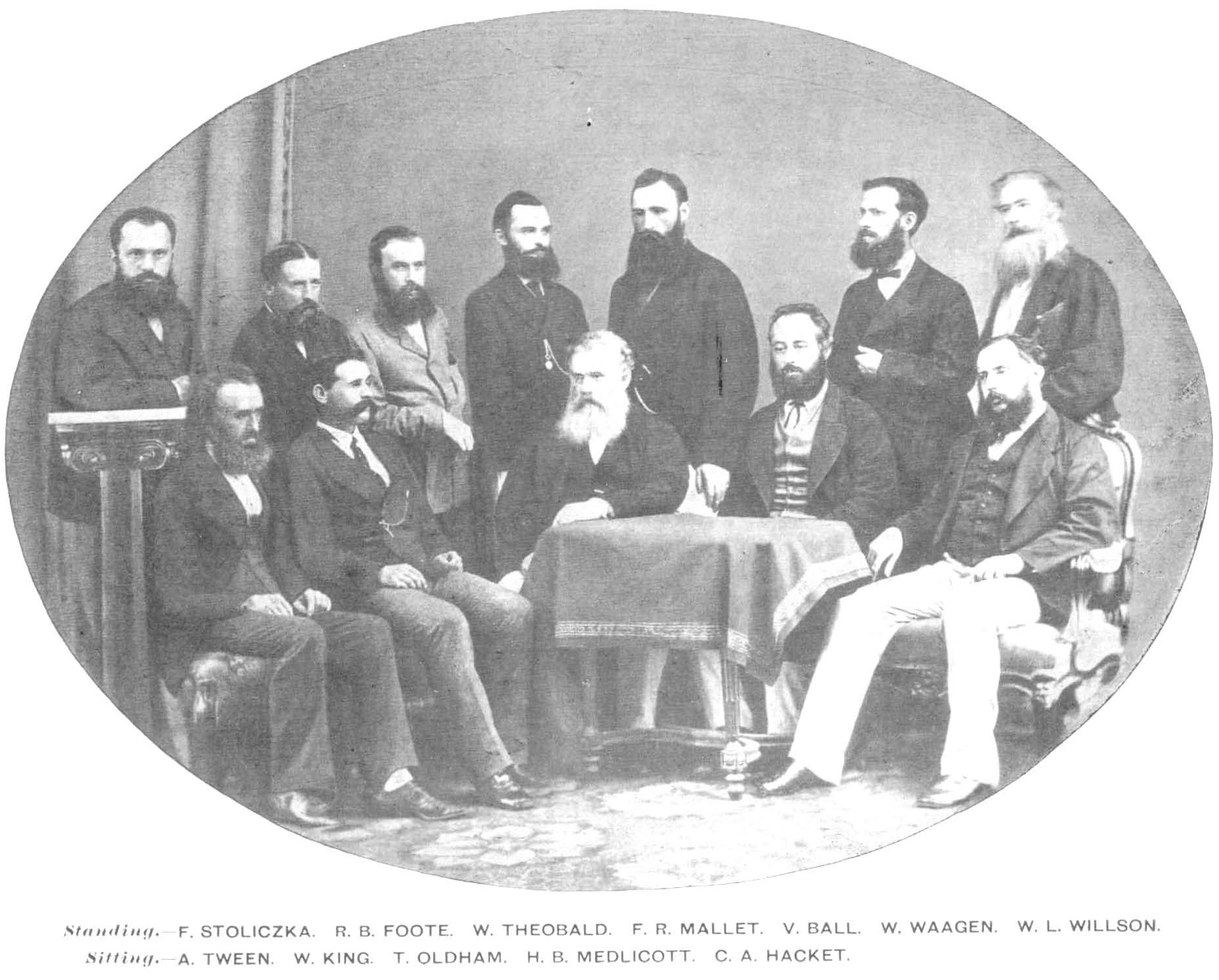
Mitglieder des GSI 1870, stehend von links: Ferdinand Stoliczka, R. B. Foote, W. Theobald, F. R. Mallet, Valentine Ball, W. Waagen, W. L. Willson, sitzend von links: A. Tween, W. King, Thomas Oldham, Henry Benedict Medlicott, C. A. Hackett